# 오픈 API

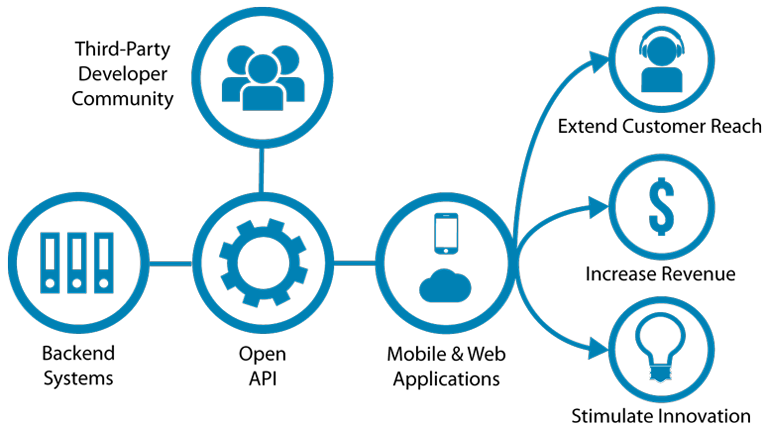
오픈 API 비즈니스 차트.

오픈 API(Open Application Programming Interface, Open API, 공개 API) 또는 공개 API는 개발자라면 누구나 사용할 수 있도록 공개된 API를 말하며, 개발자에게 사유 응용 소프트웨어나 웹 서비스의 프로그래밍 적인 권한을 제공한다.
반대말은 프라이빗 API(Private API)다. 쉽게 말하면, "하나의 웹 사이트에서 자신이 가진 기능을 이용할 수 있도록 공개한 프로그래밍 인터페이스가 오픈 API다"라고 정의할 수 있다.
네이버 지도, 구글맵, 오픈스트리트맵 등이 대표적인 예이다. 지도 서비스 및 다양한 서비스들에서 시도되고 있으며 누구나 접근하여 사용할 수 있다는 장점이 있다. 메타블로그도 오픈 API를 사용하여 만든 예시이다. 최근에 코로나 사태로 라이브코로나, 코로나 맵 등의 서비스가 생겼는데, 네이버클라우드플랫폼의 API 지원을 받고 있다.

## 공공데이터
대한민국 정부에서는 공공데이터포털을 통해 도로명 주소 조회 서비스, 동네예보정보조회서비스등 오픈API 2,506건을 2018년 현재 운영 및 제공하고 있다.

## 오픈API
오픈스트리트맵의  오픈API는 무료이지만 구글은 단계적인 유료화를 통해 2018년 구글 맵스 API를 무료 사용권 제도를 사용한 전면 유료화 방침을 확정했다.
이처럼 공개된 오픈API일지라도 데이타 사용 용량에 따라 비용을 지불해야 하는 경우가 있거나 완전히 무료일지라도 사용자가 회원가입을 통한 신원 확인 후 서비스 제공자로부터 공개키(또는 사용권한 토큰)을 별도로 발급받아 오픈API를 사용토록 장려함으로서 무분별한 데이터 남용을 막는 사례가 늘고 있다.

## 같이 보기
- 매시업
- API